# Sülzetal

Sülzetal er en kommune i Landkreis Börde i den tyske delstat Sachsen-Anhalt.

## Geografie
Sülzetal ligger centralt i det frugtbare område Magdeburger Börde og støder op til delsatshovedstaden Magdeburg. Det hovedsagelige lave, bølgende, skovløse landskab når kun op omkring 100 moh. og højeste punkt er Heßberg på 103 m. I bydelen Sülldorf forener forskellige kilder sig til den lille flod Sülze, der efter få kilometer løber ud i Elben.

### Nabokommuner
Følgende kommuner støder til Sülzetal (med uret, startende i nord): Magdeburg, Welsleben, Biere, Borne, Unseburg, Wolmirsleben, Egeln, Etgersleben, Bottmersdorf und Wanzleben.

### Bydele og landsbyer
- Altenweddingen
- Bahrendorf
- Dodendorf
- Langenweddingen
- Osterweddingen
- Schwaneberg
- Stemmern
- Sülldorf

I Altenweddingen udvandt man i 1768 de første brunkul i Preußen.